# Biserica Sfântul Nicolae din Fălticeni
Biserica „Sfântul Nicolae” din Fălticeni este un lăcaș de cult ortodox construit în anul 1798 de boierul Andrei Bașotă în satul Șoldănești (în prezent cartier al municipiului Fălticeni din județul Suceava). Edificiul religios se află situat pe Strada Topitoriei nr. 5 și are hramul Sfântul Nicolae, sărbătorit la data de 6 decembrie.
Biserica „Sfântul Nicolae” din Fălticeni a fost inclusă pe Lista monumentelor istorice din județul Suceava din anul 2015, având codul de clasificare  SV-II-m-B-05546.

## Istoric
La data de 8 august 1780, pe o parte din moșia vornicului Ioniță Bașotă, a luat ființă Târgul Șoldănești prin hrisovul lui Constantin Moruzi (domn al Moldovei între 1777-1782). Puțin timp mai târziu, în anul 1798, a fost construită la Șoldănești o biserică de zid, ctitorită de boierul Andrei Bașotă. Lăcașul a fost ridicat pe locul în care tradiția istorică și documentară susținea că au existat anterior alte două biserici. Apariția lăcașului este menționată într-o însemnare de pe o Sfântă Evanghelie ce datează din 1845.
În prezent, în interiorul bisericii există un policandru din alamă cu o inscripție ce conține următorul text: „Acest policandru de peste 200 de ani din biserica veche ce a fost înaintea curții s-a reparat după cum se vede în 1907. Sfânta masă de la acest sfânt lăcaș, ce se afla în curtea conacului boieresc, s-a păstrat, fiind adusă și așezată în curtea bisericii actuale în anul 1938, iar între 2006-2008 a fost amenajat un Agheazmatar în jurul acesteia.” De asemenea, biserica păstrează un iconostas important atât din punct de vedere artistic, cât și istoric. Inscripția cu textul „25 noiembrie 1802” ce se poate descifra pe icoana împărătească a Mântuitorului Iisus Hristos indică probabil anul în care a fost pictat iconostasul. În documentele parohiei din Șoldănești sunt pomeniți în jurul anului 1845 preoții Luca Sechelar, preotul Gavril, ierodiaconul Toader, ca apoi pe la 1863 să fie amintiți iconomul Vasile Luca, iconomul Teodor Stupcaru, diaconul Gheorghe Filipescu și preotul Ioan. Este probabil ca unii dintre acești preoți să fi contribuit la înființarea școlii din Șoldănești în anul 1865, la recomandarea lui Narcis Crețulescu, fost stareț al Mănăstirii Neamț, apoi arhiereu vicar al Mitropoliei Moldovei și Sucevei în perioada 1881-1886.
De-a lungul istoriei sale, edificiul religios din Șoldănești a fost supus mai multor lucrări de reparații realizate sub îndrumarea preoților parohi Grigore Zaharescu (1896), Pavel Todicescu (1936), Nicolae Iordăchescu și Constantin Amariei. Ultimul dintre aceștia, cu ajutorul enoriașilor din localitate, a înălțat un nou turn clopotniță din piatră și zidărie și a împodobit biserica cu un veșmânt pictural atribuit zugravului bisericesc Ioan Șoldănescu.
În prezent, fostul sat Șoldănești este cartier al municipiului Fălticeni, iar parohia bisericii cu hramul Sfântul Ierarh Nicolae aparține de Protopopiatul Fălticeni.

## Arhitectură
Biserica din Șoldănești este ridicată din piatră și are plan triconc (formă de cruce), cu cele două abside laterale din dreptul naosului și cu absida altarului de formă semicirculară. Edificiul are o singură turlă, ce se înalță deasupra naosului. În interior este compartimentată în trei încăperi: pronaos, naos și altar.

## Iconostasul bisericii
În interiorul lăcașului există un iconostas cu valoare artistică și cu o vechime de peste două secole, ce datează, potrivit unei inscripții de pe icoana împărătească, din anul 1802. Expertul restaurator dr. Alexandrina Cuțui apreciază că iconostasul reprezintă o lucrare specifică lăcașelor boierești, cu sculptură în stil baroc și o pictură cu pigment de cea mai bună calitate. De-a lungul timpului, lucrarea a fost afectată de depunerile de praf și de fumul de la candele, lumânări și tămâie din interiorul bisericii. Astfel, începând din 2015 iconostasul a fost supus unui proces de restaurare, realizat cu sprijinul specialiștilor restauratori ai Muzeului Bucovinei. În luna aprilie a aceluiași an, iconostasul a fost expus în cadrul ediției a XIX-a a evenimentului „Oameni, locuri, obiceiuri” găzduit de Muzeul Apelor „Mihai Băcescu” din Fălticeni.

## Legături externe
- Materiale media legate de Biserica Sfântul Nicolae din Fălticeni la Wikimedia Commons
- Pagina Bisericii Sf. Nicolae Șoldănești pe Biserici.org
- „Moment aniversar în parohia Șoldănești, protopopiatul Fălticeni” (Basilica.ro, 7 decembrie 2011)